# Strzępcowate
Strzępcowate (Pannariaceae Tuck.) – rodzina grzybów z rzędu pawężnicowców (Peltigerales).

## Systematyka
Pozycja w klasyfikacji według Index FungorumPannariaceae, Peltigerales, Lecanoromycetidae, Lecanoromycetes, Pezizomycotina, Ascomycota, Fungi.
RodzajeWedług aktualizowanej klasyfikacji Index Fungorum bazującej na Dictionary of the Fungi z rodziny tej w Polsce występują rodzaje:
- Fuscopannaria P.M. Jørg. 1994 – strzępczyk
- Pannaria Delise ex Bory 1828 – strzępiec
- Parmeliella Müll. Arg. 1862 – łusecznica
- Protopannaria (Gyeln.) P.M. Jørg. & S. Ekman 2000 – prastrzęp
- Psoroma Ach. ex Michx. 1803 – trociniak

Nazwy polskie według W. Fałtynowicza.